# Abierto de República Dominicana
El Abierto de República Dominicana (también conocido como Dominican Republic Open) es un torneo de golf profesional masculino que actualmente se realiza en el PGA Tour Latinoamérica.

## Historia
El evento fue originalmente organizado por la Federación Dominicana de Golf en 2010 y 2011 como una competencia combinada de juego por golpes amateur y profesional.
En 2012, el torneo se anunció como un evento en la temporada inaugural del PGA Tour Latinoamérica y el enfoque del evento se desplazó hacia el juego por golpes profesional, aunque se mantuvo el formato pro-am.

## Ganadores
| Año  | Sede                                   | Ganador             | País           | Puntaje   | Margen de victoria | Segundo(s)                                    | Ref   |
| ---- | -------------------------------------- | ------------------- | -------------- | --------- | ------------------ | --------------------------------------------- | ----- |
| 2020 | Campo de golf Playa Dorada             | Brandon Matthews    | Estados Unidos | 258 (−26) | 5 golpes           | Jacob Bergeron                                |       |
| 2019 | Campo de golf Playa Dorada             | Cristóbal del Solar | Chile          | 270 (−14) | 1 trazo            | Scott Wolfes                                  |       |
| 2018 | Campo de golf Playa Dorada             | Andrés Gallegos     | Argentina      | 262 (−22) | 8 golpes           | MJ Maguire                                    |       |
| 2017 | Campo de golf Playa Dorada             | Tee-K Kelly         | Estados Unidos | 263 (−21) | 7 golpes           | Ryan Ruffels                                  |       |
| 2016 | Casa de Campo, Teeth of the Dog course | Timothy O'Neal      | Estados Unidos | 278 (−10) | 4 golpes           | Paul Apyan Rafael Echenique Sebastian MacLean |       |
| 2015 | Casa de Campo, Teeth of the Dog course | Rodolfo Cazaubón    | México         | 278 (−10) | 3 golpes           | Santiago Rivas Alexandre Rocha                |       |
| 2014 | Casa de Campo, Teeth of the Dog course | Michael Buttacavoli | Estados Unidos | 276 (−12) | Eliminatoria       | Rick Cochran III                              | [ 5 ] |
| 2013 | Club de golf Cana Bay                  | Ryan Blaum          | Estados Unidos | 279 (−9)  | 2 golpes           | Maximiliano Godoy                             | [ 6 ] |
| 2012 | Club de golf Cana Bay                  | Óscar Fraustro      | México         | 278 (−10) | 4 golpes           | Marcelo Rozo                                  | [ 7 ] |